# GALAXY ANGELII & I デュエットCD
「GALAXY ANGELII & I デュエットCD」（ギャラクシー・エンジェル・ツー・アンド・ワン・シーディー）は、2005年（平成17年）9月23日からブロッコリーから発売された一連のシングルシリーズ。本項では、その応募者特典CD「ルクシオールカフェへようこそ!」についても記述する。

## 概要
キャラクターメディアミックス企画「Project G.A.」の作品『ギャラクシーエンジェルII』と『ギャラクシーエンジェル』のキャラクターソングシリーズ。全6タイトル。2005年9月23日から2006年2月24日にリリースされている。IIのキャラクター1人とIのキャラクター1人ずつがデュエットしたキャラクターソング2曲とそれぞれのカラオケバージョン、お互いへの質問、ミニドラマなどを収録している。
このシリーズの曲を集めたベストアルバム『GALAXY ANGELII & I デュエットアルバム ANGEL CALL』にも収録されている。1から6を全て購入して封入された応募券で応募すると、全巻購入特典として特典CD「ルクシオールカフェへようこそ!」が入手出来る。

## リリース一覧

### (1) アプリコット・桜葉&ミルフィーユ・桜葉
2005年9月23日発売。アーティストは、アプリコット・桜葉（稲村優奈）＆ミルフィーユ・桜葉（新谷良子）。
収録曲
1. オープニング
2. はじまりのキラキラボシ [3:34]
作詞：RINDA、作曲・編曲：太田雅友
3. アプリコット→ミルフィーユへ質問
4. ミルフィーユ→アプリコットへ質問
5. おんなじねがい [5:01]
作詞・作曲：ゆうまお、編曲：菅野祐悟
6. ミニドラマ「エンジェル・クッキング・スクール 第1回」
7. 次回予告
8. はじまりのキラキラボシ *karaoke
9. おんなじねがい *karaoke

### (2) アニス・アジート&ミント・ブラマンシュ
2005年10月28日発売。アーティストは、アニス・アジート（花村怜美）&ミント・ブラマンシュ（沢城みゆき）。
収録曲
1. オープニング
2. 夢で逢いまショウ! [3:59]
作詞：RINDA、作曲・編曲：太田雅友
3. アニス→ミントへ質問
4. ミント→アニスへ質問
5. イタズラidentity [4:00]
作詞・作曲：ゆうまお、編曲：佐藤賢一
6. ミニドラマ「エンジェル・クッキング・スクール 第2回」
7. 次回予告
8. 夢で逢いまショウ! *karaoke
9. イタズラidentity *karaoke

### (3) ナノナノ・プディング&ヴァニラ・H
2005年11月25日発売。アーティストは、ナノナノ・プディング（明坂聡美）＆ヴァニラ・H（かないみか）。
収録曲
1. オープニング
2. おやすみ… [4:30]
作詞：bee']、作曲・編曲：太田雅友
3. ナノナノ→ヴァニラへ質問
4. ヴァニラ→ナノナノへ質問
5. Great Healer [5:08]
作詞・作曲：ゆうまお、編曲：藤田淳平（Elements Garden）
6. ミニドラマ「エンジェル・クッキング・スクール 第3回」
7. 次回予告
8. おやすみ… *karaoke
9. Great Healer *karaoke

### (4) カルーア・マジョラム&蘭花・フランボワーズ
2005年12月23日発売。アーティストは、カルーア・マジョラム（平野綾）＆蘭花・フランボワーズ（田村ゆかり）。
収録曲
1. オープニング
2. 魅力のシンメトリー [4:06]
作詞：ゆうまお、作曲・編曲：藤田淳平（Elements Garden）
3. カルーア→蘭花へ質問
4. 蘭花→カルーアへ質問
5. Gimme your love [4:46]
作詞：森ユキ、作曲・編曲：坂本裕介
6. ミニドラマ「エンジェル・クッキング・スクール 第4回」
7. 次回予告
8. 魅力のシンメトリー *karaoke
9. Gimme your love *karaoke

### (5) リリィ・C・シャーベット&フォルテ・シュトーレン
2006年1月27日発売。アーティストは、リリィ・C・シャーベット（中山恵里奈）＆フォルテ・シュトーレン（山口眞弓）。
収録曲
1. オープニング
2. blade or bullet? [3:29]
作詞：桑原永江、作曲・編曲：太田雅友
3. リリィ→フォルテへの質問
4. フォルテ→リリィへの質問
5. LIPS WANNA SAY IT [4:44]
作詞：桑原永江、作曲：上松範康（Elements Garden）、編曲：藤田淳平（Elements Garden）
6. ミニドラマ「エンジェル・クッキング・スクール 第5回」
7. 次回予告
8. blade or bullet? *karaoke
9. LIPS WANNA SAY IT *karaoke

### (6) カズヤ・シラナミ&烏丸ちとせ
2006年2月24日発売。アーティストは、カズヤ・シラナミ（小田久史）&烏丸ちとせ（後藤沙緒里）。
収録曲
1. オープニング
2. カズヤとちとせのデュワーなレビュー [3:42]
作詞：桑原永江、作曲・編曲：石川慧樹
3. カズヤ→ちとせへ質問
4. ちとせ→カズヤへ質問
5. Party's Party [3:23]
作詞・作曲：ゆうまお、編曲：佐藤賢一
6. ミニドラマ「エンジェル・クッキング・スクール 第6回」
7. 次回予告
8. カズヤとちとせのデュワーなレビュー *karaoke
9. Party's Party *karaoke

### ルクシオールカフェへようこそ!
収録曲
1. ルクシオールカフェへようこそ!
2. ルクシオールカフェへようこそ!
3. ルクシオールカフェへようこそ!
4. ルクシオールカフェへようこそ!
5. ルクシオールカフェへようこそ!
6. ルクシオールカフェへようこそ!
7. ルクシオールカフェへようこそ!
8. ルクシオールカフェへようこそ!
9. ルクシオールカフェへようこそ!